# Kinetische gastheorie

De moleculen van twee ideale gassen (aangeduid met rood en blauw) bewegen vrij rond en botsen volkomen elastisch. De temperatuur van een ideaal eenatomig gas is evenredig met de gemiddelde kinetische energie van zijn atomen. In deze animatie wordt de afmeting van helium-atomen op schaal getoond ten opzichte van hun onderlinge afstand bij een druk van 1950 atmosfeer. De gemiddelde snelheid bij kamertemperatuur is hier vertraagd met een factor van 2 miljard.

De kinetische gastheorie van James Clerk Maxwell en Ludwig Boltzmann tracht macroscopische eigenschappen van gassen, zoals druk, temperatuur en volume te verklaren vanuit de samenstelling en de beweging van gasmoleculen. De theorie dat druk het resultaat is van een statische afstoting tussen moleculen, zoals Isaac Newton vermoedde, is achterhaald; het gaat om botsingen van rondbewegende moleculen tegen elkaar en tegen de wanden van een vat. 

## Postulaten (kenmerken)
De kinetische gastheorie is gegrondvest op de volgende vijf postulaten:
1. Een gas bestaat uit een groot aantal deeltjes, of moleculen, die klein zijn in vergelijking met zowel hun onderlinge afstand als de afmetingen van het vat waarin de deeltjes zich bevinden.
2. De deeltjes bewegen continu in willekeurige richtingen.
3. De wetten van Newtoniaanse mechanica, in het bijzonder de relaties {\displaystyle F=ma} en {\displaystyle F={\rm {d}}p/{\rm {d}}t,} zijn van toepassing op de wisselwerkingen tussen de deeltjes en op de wisselwerking van de deeltjes met de wanden van het vat.
4. De deeltjes bewegen zich onafhankelijk van elkaar en hebben alleen wisselwerkingen met elkaar tijdens een botsing. Alle botsingen zijn zuiver elastisch. De deeltjes of moleculen kunnen intern geen energie opnemen of intern opgeslagen energie aan hun omgeving afstaan.
5. De kinetische energie die in de translatiebewegingen van een mol gas met temperatuur {\displaystyle T} is opgeslagen is gelijk aan {\displaystyle {\tfrac {3}{2}}RT,} waarin {\displaystyle R} de gasconstante is.

Temperatuur is een natuurkundige grootheid die een maat is voor de gemiddelde kinetische energie voor moleculen van een hoeveelheid materie.

## Druk en kinetische energie
De moleculen van een gas bevinden zich in een geïsoleerd systeem. De moleculen van het gas botsen tegen de wanden van een geïsoleerd vat zonder energie over te dragen. Het vat is een kubus met ribbe {\displaystyle L} en volume {\displaystyle v=L^{3},} en de moleculen hebben alle dezelfde massa {\displaystyle m.} De ribben van het vat zijn evenwijdig aan de {\displaystyle x}-, {\displaystyle y}- of {\displaystyle z}-as van het coördinatenstelsel.

### Gedrag van een enkel deeltje
- Vóór de botsing tegen een van de wanden van het vat had een bepaald deeltje een willekeurige snelheid {\displaystyle v=(v_{x},v_{y},v_{z}).} Na een elastische botsing heeft het, afhankelijk van de wand, een van de snelheden:

{\displaystyle \quad v'=(-v_{x},v_{y},v_{z})}
{\displaystyle \quad v'=(v_{x},-v_{y},v_{z})}
{\displaystyle \quad v'=(v_{x},v_{y},-v_{z}).}
- De impulsoverdracht is {\displaystyle 2mv_{x},2mv_{y}} of {\displaystyle 2mv_{z}} en de energieoverdracht is 0.
- Over een lange periode herhalen de botsingen van het molecuul met de verschillende wanden zich met de frequenties {\displaystyle |v_{x}|/2L,|v_{y}|/2L} en {\displaystyle |v_{z}|/2L.}
- De krachten die de botsingen van het molecuul op de verschillende wanden uitoefenen, zijn:

{\displaystyle \quad F_{x}=mv_{x}^{2}/L}
{\displaystyle \quad F_{y}=mv_{y}^{2}/L}
{\displaystyle \quad F_{z}=mv_{z}^{2}/L}
- De druk die door het molecuul op de wanden met oppervlak

{\displaystyle L^{2}} wordt uitgeoefend is:
{\displaystyle \quad p_{x}=mv_{x}^{2}/L^{3}=mv_{x}^{2}/V}
{\displaystyle \quad p_{y}=mv_{y}^{2}/L^{3}=mv_{y}^{2}/V}
{\displaystyle \quad p_{z}=mv_{z}^{2}/L^{3}=mv_{z}^{2}/V}
De druk is niet op alle wanden gelijk, omdat een enkel deeltje zich niet als een gas gedraagt.

### Veel deeltjes
Voor een geïsoleerd isotroop systeem met een groot aantal deeltjes, zoals een gas of een vloeistof, geldt dat de gemiddelde snelheid van alle deeltjes in de drie richtingen 0 is:
{\displaystyle {\frac {1}{N}}\sum _{i=1}^{N}v_{i,x}={\frac {1}{N}}\sum _{i=1}^{N}v_{i,y}={\frac {1}{N}}\sum _{i=1}^{N}v_{i,z}=0}
hetgeen betekent dat het gas in het systeem zich niet verplaatst. Ook zijn de kwadratisch gemiddelden van de snelheden in alle richtingen gelijk.
{\displaystyle {\frac {1}{N}}\sum _{i=1}^{N}v_{x,i}^{2}={\frac {1}{N}}\sum _{i=1}^{N}v_{y,i}^{2}={\frac {1}{N}}\sum _{i=1}^{N}v_{z,i}^{2}}

### Homogene druk
In een isotroop systeem is de druk overal gelijk zodat bijvoorbeeld:
{\displaystyle p=\sum _{i=1}^{N}{\frac {mv_{i,x}^{2}}{V}}={\frac {m}{V}}\sum _{i=1}^{N}v_{i,x}^{2}}
Het kwadratisch gemiddelde van de x-componenten van de snelheden wordt genoteerd als:
{\displaystyle {\overline {v_{x}^{2}}}={\frac {1}{N}}\sum _{i=1}^{N}v_{i,x}^{2}}
Voor het kwadraat van de snelheid geldt:
{\displaystyle v^{2}=v_{x}^{2}+v_{y}^{2}+v_{z}^{2},}
zodat het gemiddelde van de kwadraten van de snelheden gegeven wordt door:
{\displaystyle {\overline {v^{2}}}={\overline {v_{x}^{2}}}+{\overline {v_{y}^{2}}}+{\overline {v_{z}^{2}}}=3\ {\overline {v_{x}^{2}}}}
Daaruit volgt voor de druk:
{\displaystyle p={\frac {m}{V}}N{\overline {v_{x}^{2}}}={\frac {N}{3V}}m{\overline {v^{2}}}}

### Kinetische energie
De gemiddelde kinetische energie per molecuul wordt gegeven door:
{\displaystyle {\overline {E_{\text{kin}}}}={\tfrac {1}{2}}m{\overline {v^{2}}}}
zodat voor de druk de relatie geldt:
{\displaystyle p={\frac {2N}{3V}}{\overline {E_{\text{kin}}}}}

### Kinetische energiepostulaat en de algemene gaswet
Als er {\displaystyle n} mol gas in het vat is opgeslagen:
{\displaystyle N=nN_{A}}
waarin {\displaystyle N_{A}} de constante van Avogadro is, dan levert de voorlaatste uitdrukking over de relatie van de druk met de kinetische energie, samen met het vijfde postulaat van de kinetische gastheorie, de uitdrukking op:
{\displaystyle p={\frac {n}{V}}RT}
die ook geschreven kan worden als de bekende formule:
{\displaystyle pV=nRT}
van de algemene gaswet.